# Crisi energetica (1973)

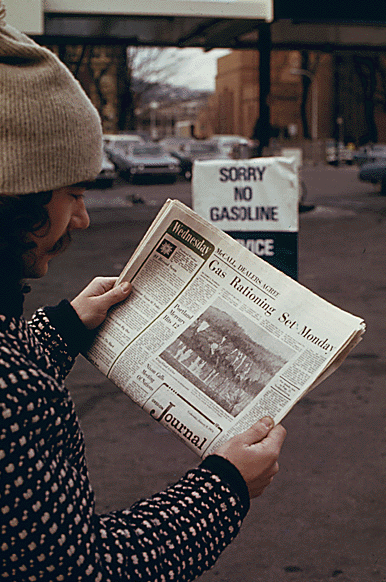
Uno statunitense che legge il sistema di razionamento dei carburanti su un giornale a inizio 1974.

Con il nome di crisi energetica del 1973 si intende il brusco aumento del prezzo del greggio e dei suoi derivati che si verificò nel 1973.

Nel giorno della ricorrenza dello Yom Kippur (6 ottobre), Egitto e Siria attaccarono Israele; questa guerra ha appunto preso il nome da quella festa ebraica di espiazione, cioè guerra del Kippur (6-25 ottobre 1973). I Paesi arabi associati all'OPEC (l'Organizzazione dei Paesi esportatori di petrolio) decisero di sostenere l'azione di Egitto e Siria tramite robusti aumenti del prezzo del barile ed embargo nei confronti dei Paesi maggiormente filo-israeliani. Le misure dell'OPEC condussero ad una impennata dei prezzi e ad una repentina interruzione del flusso dell'approvvigionamento di petrolio verso le nazioni importatrici.

Andamento del prezzo nominale e reale (in dollari statunitensi costanti del 2015) del prezzo del petrolio per barile, dal 1861 al 2015.

La crisi pose fine al ciclo di sviluppo economico che aveva caratterizzato l'Occidente negli anni cinquanta e sessanta. Pesanti furono le conseguenze dell'austerity sull'industria, che per la prima volta si trovò costretta ad affrontare il problema del risparmio energetico.

## Contesto politico
Nell'ottobre del 1973, il giorno dello Yom Kippur, l'esercito egiziano attaccò Israele da sud, ovvero dalla penisola del Sinai, di concerto con quello siriano, che attaccò invece da nord, dalle alture del Golan. Israele si trovò in grave difficoltà durante i primi giorni della guerra, ma - dopo i primi momenti di smarrimento iniziale - l'esercito israeliano risultò vincente su entrambi i fronti, tanto da minacciare Il Cairo. La guerra finì dopo una ventina di giorni con la proclamazione di un cessate-il-fuoco tra le due parti. 

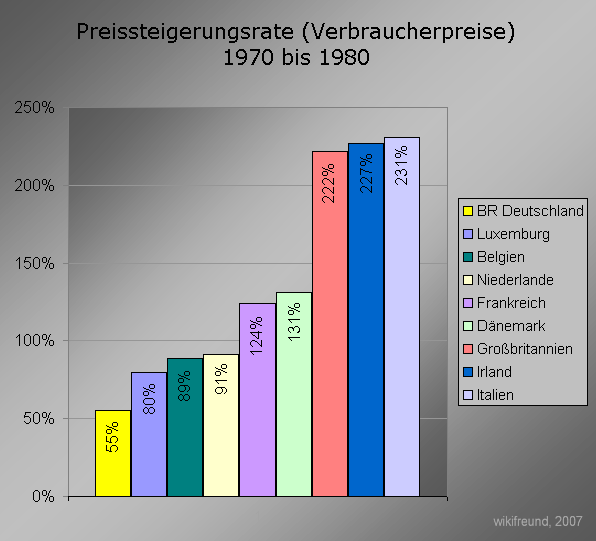
Aumento dei prezzi negli Stati membri della CE dal 1970 al 1980.

Contemporaneamente all'inizio dei combattimenti, le nazioni anti-americane alleate di Egitto e Siria raddoppiarono il prezzo di vendita del petrolio a livello mondiale e diminuirono del 25% le esportazioni, in aperto contrasto alla NATO ed agli Stati Uniti storici alleati di Israele. Gli altri Paesi arabi appartenenti all'OPEC appoggiarono la causa e bloccarono le proprie esportazioni di petrolio verso Stati Uniti e Paesi Bassi fino al gennaio 1975.

Milano, corso Buenos Aires, domenica a piedi per il divieto di circolazione delle auto, con le strade utilizzate da ciclisti e anche da qualche cavaliere

Il processo portò all'innalzamento vertiginoso del prezzo del petrolio, che in molti casi aumentò più del triplo rispetto alle tariffe precedenti. I governi dei Paesi dell'Europa occidentale, i più colpiti dal rincaro del prezzo del petrolio, vararono provvedimenti per diminuire il consumo di petrolio e per evitare gli sprechi. In Italia, il governo presieduto da Mariano Rumor varò un piano nazionale di “austerity economica” per il risparmio energetico che prevedeva cambiamenti immediati: il divieto di circolare in auto la domenica, la fine anticipata dei programmi televisivi e la riduzione dell'illuminazione stradale e commerciale. Insieme a questi provvedimenti con effetti immediati, il governo impostò anche una riforma energetica complessiva con la costruzione, da parte dell'Enel, di centrali nucleari per limitare l'uso del greggio.

## Conseguenze
In Europa occidentale la crisi energetica portò anche alla ricerca di nuove fonti di approvvigionamento, che diede anche risultati positivi: la Norvegia trovò infatti sui fondali del Mare del Nord nuovi giacimenti petroliferi. Vi fu poi un forte interesse verso nuove fonti di energia alternative al petrolio, come il gas naturale e l'energia atomica, per cercare di limitare l'uso del greggio e quindi anche la dipendenza energetica dai paesi suoi detentori. Si diffuse infatti la consapevolezza della fragilità e della precarietà del sistema produttivo occidentale, le cui basi poggiavano sui rifornimenti di energia da parte di una tra le zone più instabili del pianeta. 

Le conseguenze della crisi energetica non tardarono a manifestarsi anche sul sistema industriale, che a causa delle politiche di austerità applicate a partire da quegli anni in molti stati non conobbe più i tassi di crescita registrati nei decenni precedenti. Negli Stati Uniti la situazione fu meno problematica, data la minor dipendenza energetica dai Paesi arabi produttori di greggio. Nell'Europa orientale gli effetti della crisi furono invece gravi, perché mancavano i soldi per trasformare e modernizzare gli impianti industriali, che si avviarono a una lenta decadenza. 

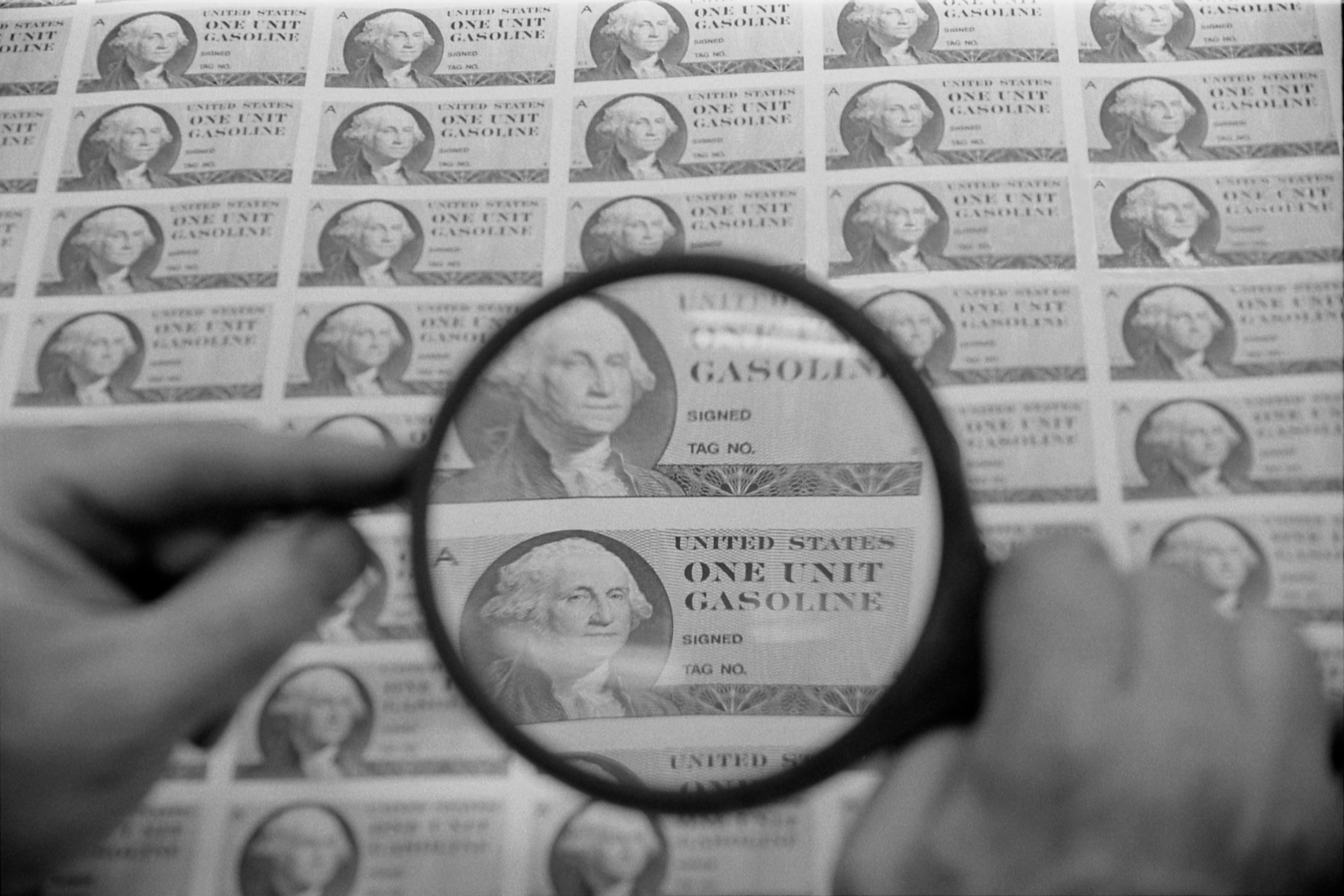
Buoni benzina statunitensi emessi a seguito della crisi energetica.

Per quanto riguarda invece i paesi detentori dell'oro nero, le conseguenze della crisi energetica furono piuttosto positive, perché le entrate aumentarono in maniera considerevole, anche se spesso questa maggiore disponibilità finanziaria non portò notevoli vantaggi alla popolazione: per esempio tra Iran e Iraq, due paesi esportatori di petrolio, scoppiò una guerra con conseguenze tragiche per la popolazione civile. Questi combattimenti posero fine anche alle alte tariffe petrolifere, poiché come conseguenza della guerra, l'Arabia Saudita e altri membri dell'OPEC aumentarono l'estrazione di petrolio, che causò la diminuzione del suo prezzo. La “crisi energetica del 1973” poteva quindi dirsi conclusa.
La crisi cambiò certamente la mentalità della popolazione su alcuni importanti temi: si diffuse una maggior consapevolezza dell'instabilità del sistema produttivo e si rivalutò l'importanza del petrolio, che non fu più visto come l'unica fonte di energia possibile. Con la crisi energetica del 1973 si cominciò a parlare di “ecologia” e “risparmio energetico”, simboli di un cambiamento della mentalità della società internazionale e della vita di tutti i giorni.

## Nella cultura di massa
- Adriano Celentano nel 1976 pubblicò un album dal titolo Svalutation;
- il gruppo Daniel Sentacruz Ensemble presentò a Sanremo 1977 la canzone Allah, Allah, dall'evidente intento polemico nei confronti di uno sviluppo basato solo sul petrolio;
- la canzone Uffà! Uffà! di Edoardo Bennato è dedicata a questo tema.[senza fonte]